# Thornley (Trimdon and Thornley)
Thornley – wieś i civil parish w Anglii, w hrabstwie Durham. Leży 10 km na wschód od miasta Durham i 371 km na północ od Londynu. W 2011 roku civil parish liczyła 2457 mieszkańców.